# Monty Python Live at the Hollywood Bowl
Monty Python Live at the Hollywood Bowl (prt: Monty Python ao Vivo em Hollywood Bowl; bra: Monty Python ao Vivo no Hollywood Bowl) é um filme de 1982 no qual o aclamado grupo de comédia Monty Python apresenta ao vivo no Hollywood Bowl muitas de suas melhores esquetes.
Além das cenas ao vivo foram inseridas sequências gravadas, a maioria tiradas de dois especiais feitos para a WDR, o Monty Python's Fliegender Zirkus.
O filme traz todos os seis integrantes do Monty Python, com Carol Cleveland em papéis de apoio participando de vários números e Neil Innes apresentando as canções.